# L'unica differenza
L'unica differenza è l'ottavo Album discografico in studio di Emiliana Cantone del 2014 pubblicato dalla Zeus (etichetta discografica).

## Tracce
1. E' Fernuta - 4:07
2. Me Fatto Annammurà - 3:35
3. Con Amore - 3:19
4. Non Vedi Niente - 3:36
5. Me Fatto Assaje Piacere - 3:13
6. N'Ato Poco E Bene - 3:28
7. Cchiu Te Perdo - 3:03
8. Io Vado Via - 3:14
9. Dov'È Finito L'Amore - 3:43
10. Mangio un Po Di Te - 3:08
11. L'Unica Differenza - 3:44